# Kachō Hirotsune
Le prince Kachō Hirotsune du Japon (華頂宮博経親王, Kachō no miya Hirotsune Shinnō), né le 19 avril 1851 - 24 mai 1876, est le fondateur d'une branche collatérale de la famille impériale du Japon.

## Biographie
Le prince Hirotsune est le douzième fils du prince Fushimi Kuniie (1802–1875). 
Le père de Hirotsune est le douzième chef de la branche Fushimi-no-miya, plus ancienne des quatre branches de la dynastie impériale autorisée à présenter un successeur au trône du chrysanthème si la maison impériale n'est pas en mesure de présenter d'héritier.
Comme il naît alors que le pays est encore sous le règne du bakufu Tokugawa, il est envoyé le 12 octobre 1852 dans le sacerdoce bouddhiste et assigné à servir au titre de monzeki au Chion-in à Kyoto.
Le 27 octobre 1860, il est rappelé par l'empereur Kōmei qui l'adopte formellement comme héritier potentiel au trône. Cependant, quelques années plus tard cette même année, Tokugawa Iemochi, 14e shogun Tokugawa, demande qu'un prince de la famille impériale soit affecté à la maison Tokugawa comme héritier potentiel du shogunat. Le prince Hirotsune est choisi pour ce rôle mais reste à Kyoto.
La restauration de Meiji en 1868 élimine la possibilité qu'il devienne shogun et le prince Hirotsune retourne à la maison impériale. L'empereur Meiji lui accorde la permission de fonder une nouvelle branche de la famille impériale et il prend le nom « Kachō-no-miya » (du nom de la montagne du Chion-in).
Le prince Hirotsune voyage aux États-Unis et poursuit des études à l'Académie navale d'Annapolis à Annapolis dans l'État du Maryland en 1870 mais tombe malade et retourne au Japon en 1872. Le 13 mai 1876, il est nommé vice amiral dans la marine impériale japonaise mais il meurt l'année suivante.
Son épouse est la fille du comte Nambu Toshihisa, dernier daimyō du domaine de Morioka. Le couple a un fils, le prince Kachō Hiroatsu.

## Source de la traduction
- (en) Cet article est partiellement ou en totalité issu de l’article de Wikipédia en anglais intitulé « Prince Kachō Hirotsune » (voir la liste des auteurs).